# Symphonie no 6 de Milhaud
Pour les articles homonymes, voir Symphonie no 6.
La Symphonie no 6, op. 343, est une œuvre pour orchestre du compositeur français Darius Milhaud. Elle a été composée en 1955 sur commande de Charles Munch pour le 75e anniversaire de l'Orchestre symphonique de Boston. La création de la symphonie a été faite à Boston le 7 octobre 1955 sous la direction du compositeur.

## Structure
La sixième symphonie de Milhaud comporte quatre mouvements. Les titres des mouvements sont les suivants :
1. Calme et tendre (env. 9 min)
2. Tumultueux (env. 6 min)
3. Lent et doux (env. 8 min 45 s)
4. Joyeux et robuste (env. 6 min 30 s)

La durée d'exécution est d'environ 30 minutes.
Cette symphonie (qu'il ne faut pas confondre avec la Symphonie de chambre no 6 de 1923, op. 79, de Milhaud) est publiée par Heugel & Cie.

## Enregistrements
- un enregistrement stereo du compositeur conduisant le Louisville Orchestra, re-publié en 2004 sous le label First Edition
- 1992 Orchestre symphonique de Bâle, Chef : Alun Francis (CPO), faisant partie du coffret des Symphonies No. 1-12 de Milhaud chez CPO
- 1997 enregistrement par Michel Plasson et l'Orchestre national du Capitole de Toulouse pour Deutsche Grammophon